# Literacia de dados
A literacia de dados ou alfabetização de dados (também conhecida como competência de dados) é um termo extensivo da área disciplinar da Informática e Ciência de Dados que designa a ampla capacidade de ler, processar, analisar, compreender, criar e comunicar dados como informação, bem como aplicar o Pensamento Computacional e a consciência do alcance, âmbito e limitações dos dados. É uma combinação de competências técnicas e cognitivas na utilização das Tecnologias de Informação e Comunicação para recolher, gerir e avaliar dados computacionais de modo crítico. Abrange uma gama de competências, que vão desde a utilização elementar até ao Processamento Computacional de Dados, Bases (Bancos) de Dados, Visualização Informática de Dados, Segurança da Informação, Computação Científica, Algoritmos e Estruturas de Dados, resolução avançada de Problemas Computacionais, Ciência da Computação, Proteção de Dados, e Sistemas Informáticos para extrair ou extrapolar conhecimento de dados potencialmente ruidosos, estruturados ou não estruturados. Integra a área científica da Informática, juntamente com a Ciência de Dados e a Tecnologia da Informação (TI), sendo que a sua docência e a sua investigação compete aos professores com prévia graduação superior na área da Informática e Ciência de Dados e mestrado nesta área específica da Educação informática e computacional. É independente da Matemática e da Estatística e diferente da capacidade de realizar cálculos matemáticos e estatísticos manualmente, uma vez que antecipa que a verdadeira análise de dados, interpretação e aplicação dos resultados, são executados pelos programas computacionais da Informática.

## Contexto
Este termo desenvolveu-se por volta do ano 2000 e foi posteriormente consolidado por estruturas da Comissão Europeia e do Fórum Universitário para a Digitalização em cooperação com a Associação de Doadores para a Ciência Alemã (Stifterverband für die Deutsche Wissenschaft). Grillenberger e Romeike (2019) descrevem o termo literacia de dados como um resumo de “diversas competências informáticas relativas ao manuseamento e utilização de dados que são importantes em todas as áreas da sociedade atual” e colocam a literacia de dados mais firmemente na questão de “como estas competências informáticas e computacionais podem ser aprendidas ou ensinadas”, uma vez que para além da formação geral em Informática e Ciência de Dados, que requer um conhecimento profundo no manuseamento de dados, também a formação de competências informáticas de literacia de dados deve ser considerada importante para todas as pessoas, pelo que aspetos básicos da recolha, armazenamento, processamento e análise de dados, bem como o trabalho com os resultados correspondentes (e a sua compreensão) estão a encontrar o seu caminho em todas as disciplinas da Informática e inclusive a sua utilidade em todas as áreas da vida. Isto torna a literacia de dados (também políticos) mais uma necessidade para a "Educação Informática e Computacional e a aprendizagem das competências informáticas e computacionais de dados" em geral.
A aquisição de literacia em dados está a tornar-se uma tarefa de importância social, cuja importância já foi descrita em 2009 pelo economista-chefe da Google, Hal Varian, da seguinte forma: “A capacidade de recolher dados – de os compreender, de os processar, de extrair valor deles, de os visualizar, de os comunicar – será uma competência da Informática e Ciência de Dados extremamente importante nas próximas décadas, não só a nível profissional, mas também a nível da Educação Informática e Computacional para crianças do ensino básico, do ensino secundário e da faculdade.” Na literatura atual (2022), a literacia de dados representa uma ampla consciencialização e compreensão na nossa sociedade de que os dados determinam as nossas vidas diárias (dataficação) e que (podem) dar um contributo significativo para resolver problemas simples e complexos do nosso futuro.
À medida que a recolha e partilha de dados se tornam rotina e a análise de dados e big data se tornam ideias comuns nas notícias, na economia, no governo e na sociedade, torna-se cada vez mais importante que os estudantes, os cidadãos e os leitores tenham alguma literacia em matéria científica e computacional dos dados. O conceito está associado à Ciência de Dados, uma área da Informática, que se preocupa com a análise de dados, por meios informáticos e computacionais automatizados, e com a interpretação e aplicação dos resultados.
A literacia de dados distingue-se da mera literacia estatística, uma vez que envolve também a compreensão do que os dados significam, incluindo a capacidade de ler gráficos e tabelas, bem como tirar conclusões a partir de dados estruturados e não estruturados. A literacia estatística, por outro lado, refere-se à “mera capacidade de ler e interpretar estatísticas resumidas em meios de comunicação do quotidiano”, como gráficos, tabelas, declarações, inquéritos e estudos.

## Estrutura de competências informáticas e computacionais de literacia de dados
O relatório de investigação Competências futuras: uma estrutura para a literacia de dados, publicado em setembro de 2019 pelas cientistas e engenheiras informáticas alemãs Katharina Schüller, Paulina Busch e Carina Hindinger, demonstrou que pode ser definido um quadro com seis competências informáticas de literacia de dados, formulou uma estrutura para o seu ensino informático, e criou as condições para medir a qualidade e o seu impacto na Educação Informática e Computacional.
A perspectiva mudou para uma representação cíclica do processo (“ciclo de tomada de decisão informado por dados”). Este estudo realça a importância da integração da Prospeção de Dados e da Análise de Dados numa questão de pesquisa concreta ou numa situação de tomada de decisão, e a importância de que o ensino se concentre na aquisição de conhecimento informático especializado e na aprendizagem dos métodos computacionais de análise de dados.
Segundo esta perspectiva, a literacia de dados é capaz de distinguir entre as suas competências dos atores de codificação das suas competências dos atores de decodificação.
No geral, este quadro apresenta uma estrutura para a literacia de dados que inclui as seis competências seguintes:
| Estrutura de competências informáticas e computacionais de literacia de dados | Estrutura de competências informáticas e computacionais de literacia de dados | Estrutura de competências informáticas e computacionais de literacia de dados |
| ----------------------------------------------------------------------------- | ----------------------------------------------------------------------------- | --- |
| Codificação                                                                   |                                                                               | |
| A. Estabelecimento de uma cultura de dados                                    | A1: Identificação da aplicação de dados                                       | Identifica lacunas de conhecimento e informação básica, identifica com base nisso uma tarefa concreta que pode ser resolvida com a ajuda de dados, tem uma ideia da contribuição potencial de valor dos dados                                     |
| A. Estabelecimento de uma cultura de dados                                    | A2: Especificação da aplicação de dados                                       | Define requisitos mínimos e opcionais, define limites para outras tarefas, estrutura o fluxo do processo nos objetos e nas suas relações, deriva objetos mensuráveis e hipóteses sobre as suas relações, comunica os requisitos aos especialistas |
| A. Estabelecimento de uma cultura de dados                                    | A3: Aplicação de dados coordenados                                            | Planeamento e coordenação de um projeto de dados, eventualmente com o envolvimento de outras pessoas (de áreas interdisciplinares) |
| B. Fornecimento de dados                                                      | B1.1: Aplicação de modelagem de dados                                         | Mapeia os objetos mensuráveis em variáveis com propriedades definíveis e as suas relações numa estrutura de modelo |
| B. Fornecimento de dados                                                      | B1.2: Manutenção da proteção e da segurança dos dados                         | Observa as orientações para o processamento de dados seguro e ético e implementa-as adequadamente quando não existem orientações claras definidas                                                                                                 |
| B. Fornecimento de dados                                                      | B.2.1: Identificação de fontes de dados                                       | Identifica várias fontes de dados comuns e novas (internas, externas) e avalia a sua acessibilidade, relevância e usabilidade |
| B. Fornecimento de dados                                                      | B.2.2: Integração de dados                                                    | Lê automaticamente dados em vários formatos, integra-os e documenta a integração |
| B. Fornecimento de dados                                                      | B.3.1: Verificação dados                                                      | Verifica a qualidade dos dados em relação a vários critérios (correção, relevância, representatividade, integridade) |
| B. Fornecimento de dados                                                      | B.3.2: Preparação de dados                                                    | Limpa dados, corrige erros, atribui valores em falta, padroniza e transforma dados, filtra dados relevantes para uma questão específica, liga dados                                                                                               |
| C. Avaliação de dados                                                         | C.1: Análise de dados                                                         | Verbaliza os resultados das análises de dados em várias formas de texto de forma factual e orientada para o propósito |
| C. Avaliação de dados                                                         | C.2: Visualização de dados                                                    | Utiliza visualizações estáticas e dinâmicas com a ajuda de ferramentas adequadas de forma factual e orientada para o propósito |
| C. Avaliação de dados                                                         | C.3: Verbalização de dados                                                    | Interpreta os produtos de dados (estatísticas, resultados de modelos) de forma verbalizada ou examina criticamente a interpretação fornecida de forma explícita ou implícita                                                                      |
| Decodificação                                                                 |                                                                               | |
| D. Interpretação de resultados                                                | D.1: Interpretação de análises de dados                                       | Interpreta os produtos de dados (estatísticas, resultados de modelos) de forma verbalizada ou examina criticamente a interpretação fornecida de forma explícita ou implícita                                                                      |
| D. Interpretação de resultados                                                | D.2: Interpretação de visualizações de dados                                  | Interpreta gráficos e tira conclusões sobre elementos e relações essenciais ou examina criticamente a interpretação fornecida de forma explícita ou implícita                                                                                     |
| D. Interpretação de resultados                                                | D.3: Interpretação de verbalizações de dados                                  | Interpreta parâmetros e modelos estatísticos para tirar conclusões sobre pontos de dados e relações subjacentes ou para fazer previsões |
| E. Interpretação de dados                                                     | E.1: Decifragem da padronização de dados                                      | Ser capaz de reconhecer, avaliar e interpretar os métodos estatísticos utilizados; Detetar a transformação dos dados |
| E. Interpretação de dados                                                     | E.2: Aquisição de dados por rastreamento                                      | Com base na análise e nas informações fornecidas, é possível rastrear como os dados foram obtidos, de que fonte têm origem e quanta confiança pode ser depositada nos dados.                                                                      |
| E. Interpretação de dados                                                     | E.3: Reconstrução do conceito de dados                                        | Conclusões sobre a base de dados e potenciais erros podem ser tiradas |
| F. Derivação de ação                                                          | F.1: Identificação de possíveis cursos de ação                                | Identifica cursos de ação concretos cuja avaliação e avaliação podem ser avaliadas utilizando dados; tem uma ideia da potencial contribuição de valor dos dados na derivação de possíveis cursos de ação                                          |
| F. Derivação de ação                                                          | F.2: Ação baseada em dados                                                    | Descreve a integração dos resultados no processo de tomada de decisão e a base de ações nesses resultados |
| F. Derivação de ação                                                          | F.3: Avaliação do impacto                                                     | Descreve a avaliação da negociação baseada em dados com base na sua eficácia |

## Papel dos Laboratórios de Informática e dos informáticos e cientistas de dados
Como guias para encontrar e utilizar informação, os profissionais graduados pelo Ensino Superior nas áreas científicas da Informática e Ciência de Dados lideram o ensino, formação e workshops sobre literacia de dados para estudantes e investigadores, e trabalham também no desenvolvimento das suas próprias competências de literacia de dados.
Foi proposto um conjunto de competências e conteúdos essenciais que podem ser utilizados como uma estrutura de referência comum adaptável aos programas de ensino ministrados nos Laboratórios de Informática em todas as instituições e disciplinas da Informática e Ciência de Dados.
Os recursos criados pelos informáticos e cientistas de dados incluem o tutorial de Gestão e Publicação de Dados do Instituto de Tecnologia de Massachusetts (MIT), a Formação em Gestão de Dados de Investigação EDINA (MANTRA), a Biblioteca de Dados da Universidade de Edimburgo e o Curso de Gestão de Dados para Engenheiros Estruturais das Bibliotecas da Universidade de Minnesota.